# Tòa án

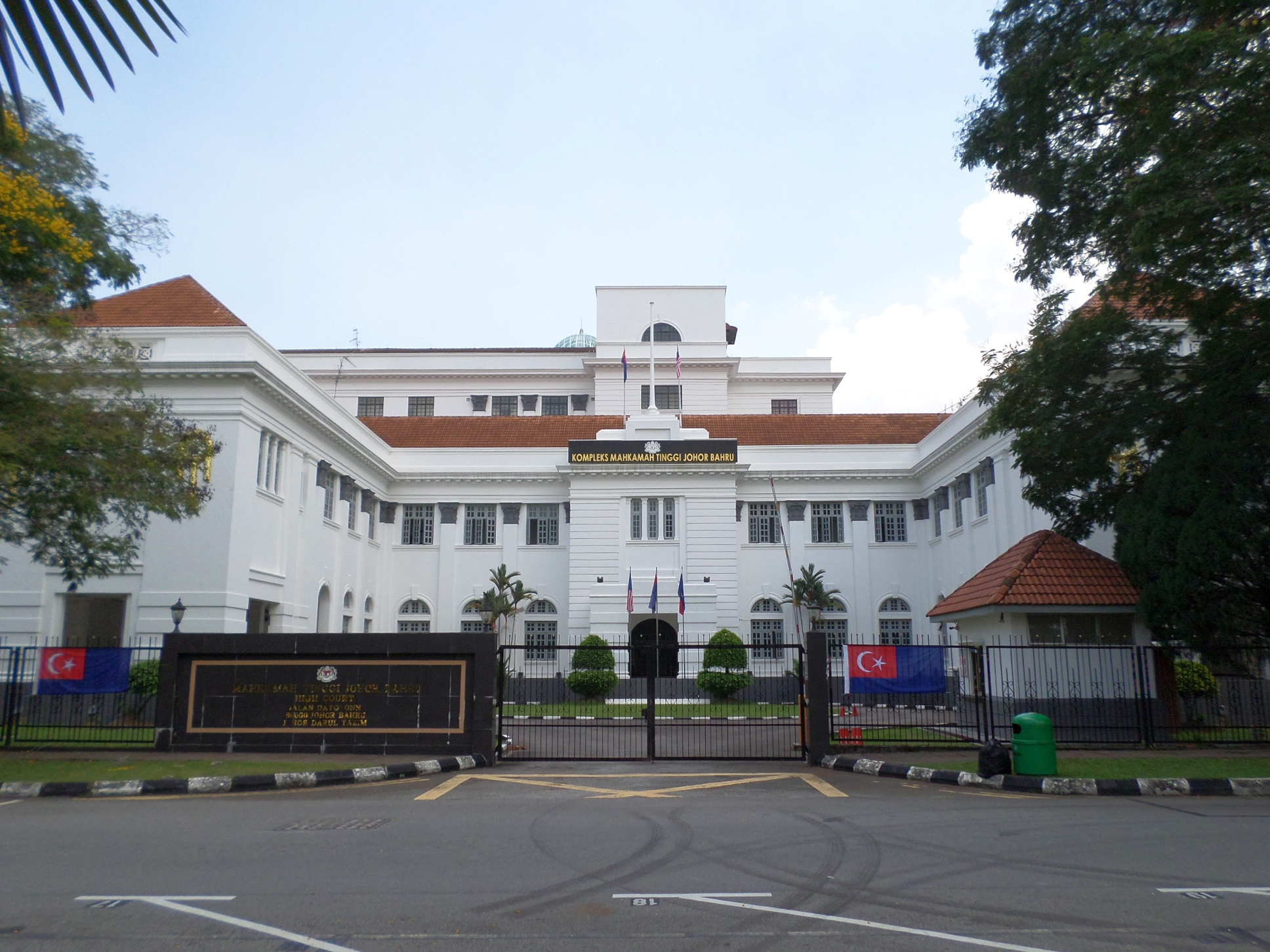
Tòa án

Tòa án là một cơ quan quyền lực xét xử. Nhiệm vụ của toà án thực hiện quyền tư pháp (hay pháp luật) của nhà nước, của tổ chức, của cộng đồng, để bảo vệ công lý, bảo vệ quyền con người, bảo vệ chế độ, bảo vệ lợi ích của nhà nước và quần chúng nhân dân.
Toà án thường được nhà nước đứng ra thành lập để thực hiện sự công bằng cho nhân dân.

## Biểu tượng của Toà án
Biểu tượng của toà án được lấy ý tưởng từ chiếc cán cân, thứ được tượng trưng cho sự công bằng.
Ở phương tây, Nữ thần Công lý được cho là một biểu tượng của công lí, với hình ảnh:
- Chủ thể là một người phụ nữ thể hiện sự uyển chuyển mềm mại của pháp luật.
- Cầm một thanh gươm biểu tượng cho quyền lực cưỡng chế, quyền uy của toà án nhưng được hạ xuống thể hiện sự cưỡng chế có suy xét.
- Một chiếc cân để phân định cái thiện và cái ác, biểu tượng cho lẽ phải, sự công bằng, chính trực, nghiêm minh, không thiên vị.

- Một chiếc khăn bịt mắt tượng trưng cho ý tưởng công lý "mù loà", đề kháng, đối lập lại những áp lực, ảnh hưởng từ bên ngoài.

## Cơ cấu
Đứng đầu tòa án là chánh án, tiếp đến là phó chánh án và hội đồng xét xử. Trong một phiên tòa xét xử có thẩm phán, kiểm sát viên, hội thẩm nhân dân, luật sư và thư ký. Thẩm phán là người có quyền quyết định chính cho một vụ án hay kiện tụng (theo sự phân công của chánh án). Quy trình xử án gồm: thụ lý đơn, thụ lý hồ sơ, xem xét hồ sơ, sơ thẩm và phúc thẩm (nếu không phải xét lại).